# Агіологія
Агіологія (від грец. άγιος «святий» та грец. λόγος «розсуд», «міркування») — термін, що вживається для позначення досліджень, присвячених богословським та історико-церковним аспектам святості. На відміну від агіографії, що розглядає «Житія Святих» як пам'ятники релігійної та літературної історії тієї доби, коли житіє створювалося, агіологія зосереджує свою увагу на найсвятішому, типові святості і сприйнятті цього типажу в різні епохи. Основним матеріалом для агіології, як і для агіографії (розрізняючи ці дві дисципліни), служить література «Житія Святих». Поряд з матеріалом «Житій Святих» найважливішим джерелом виступають тут теологічні твори, що зачіпають тему святості.